# Last Look at Eden
Last Look at Eden är Europes åttonde studioalbum som släpptes runt den 14 september 2009 i stora delar av Europa, men släpptes redan den 9 september 2009 i Sverige. Den 18 september 2009 toppade albumet den svenska albumlistan.

## Låtlista
1. "Prelude" (Joey Tempest, Mic Michaeli, Tobias Lindell) – 0:52
2. "Last Look at Eden" (Joey Tempest, Andreas Carlsson, Europe) – 3:55
3. "Gonna Get Ready" (Joey Tempest, Andreas Carlsson, Europe) – 3:35
4. "Catch That Plane" (Joey Tempest, Europe) – 4:46
5. "New Love in Town" (Joey Tempest, Mic Michaeli, Andreas Carlsson, Europe) – 3:33
6. "The Beast" (Joey Tempest, John Levén, Europe) – 3:23
7. "Mojito Girl" (Joey Tempest, Europe) – 3:44
8. "No Stone Unturned" (Joey Tempest, Europe) – 4:48
9. "Only Young Twice" (Joey Tempest, John Norum, Europe) – 3:51
10. "U Devil U" (Joey Tempest, Europe) – 4:10
11. "Run with the Angels" (Joey Tempest, John Norum, Mic Michaeli, Europe) – 4:03
12. "In My Time" (Joey Tempest, Andreas Carlsson, Europe) – 6:15

## Listplaceringar
| Lista (2009-2010) | Topplacering |
| ----------------- | ------------ |
| Belgien Flandern  | 89           |
| Frankrike         | 86           |
| Schweiz           | 29           |
| Sverige           | 1            |